# Cantonul Pont-du-Château
Cantonul Pont-du-Château este un canton din arondismentul Clermont-Ferrand, departamentul Puy-de-Dôme, regiunea Auvergne, Franța.

## Comune
- Dallet
- Lempdes
- Lussat
- Les Martres-d'Artière
- Pont-du-Château (reședință)